# Clinanthus humilis
Clinanthus humilis là một loài thực vật có hoa trong họ Amaryllidaceae. Loài này được (Herb.) Meerow mô tả khoa học đầu tiên năm 2000.